# Rafael Sanus
Rafael Sanus Abad (* 29. August 1931 in Alcoi, Provinz Alicante, Spanien; † 13. Mai 2010 in Valencia) war ein katholischer Theologe, Professor und Weihbischof in Valencia.

Wappen von Rafael Sanus Abad.

## Leben
Rafael Sanus machte zunächst einen Abschluss in Zivilrecht an der Universität Valencia und studierte dann Katholische Theologie und Philosophie am Diözesanseminar in Valencia. Er empfing am 22. Juni 1958 die Priesterweihe. An der Päpstlichen Universität Gregoriana in Rom wurde er in Theologie promoviert. Er war Rektor des Colegio Mayor de San Juan de Ribera in Burjassot, Professor und Rektor des Diözesanseminars in Valencia und Direktor des Convictorio Sacerdotal de Valencia. Später wurde er zum ordentlichen Professor an der Fakultät für Theologie ernannt und war Dekan des Real Colegio Seminario del Corpus Christi der Universität Valencia. Rafael Sanus war Kanonikus der Kathedrale  von Valencia und Generalvikar der Erzdiözese.
1989 ernannte ihn Papst Johannes Paul II. zum Titularbischof von Germaniciana und bestellte ihn zum Weihbischof im Erzbistum Valencia. Die Bischofsweihe in der Kathedrale von Valencia spendete ihm am 12. März 1989 der Erzbischof von Valencia, Miguel Roca Cabanellas; Mitkonsekratoren waren Vicente Kardinal Enrique y Tarancón, Alterzbischof von Madrid, und Antonio Vilaplana Molina, Bischof von León.
Er war Diözesanadministrator nach dem Unfalltod von Erzbischof Miguel Roca Cabanellas vom 2. Januar 1992 bis 3. Oktober 1992.
Seinem Rücktrittsgesuch wurde 2000 durch Papst Johannes Paul II. stattgegeben, nachdem im Vorfeld Meinungsverschiedenheiten mit dem als sehr konservativ geltenden Erzbischof von Valencia, Agustín Kardinal García-Gasco Vicente, nicht zu beheben waren.